# Neophocaena phocaenoides
Pour les articles homonymes, voir Marsouin.
Genre
Espèce
Statut de conservation UICN

 VU A2cde+3cde+4cde : Vulnérable
Statut CITES
Le Marsouin aptère (Neophocaena phocaenoides) est une espèce de cétacés odontocètes de petite taille. C'est le seul représentant du genre Neophocaena. C'est le seul marsouin à ne pas avoir d'aileron dorsal. Il est aussi nommé Princesse du Yangtsé, ce nom lui est donné par une légende racontant que le dauphin est la réincarnation d’une princesse qui, refusant d’épouser un prince qu’elle n’aimait pas, s’est jetée dans la rivière pour s’y noyer.
Autres noms : marsouin de l'Inde, marsouin de Cuvier ou marsouin noir.

## Caractéristiques

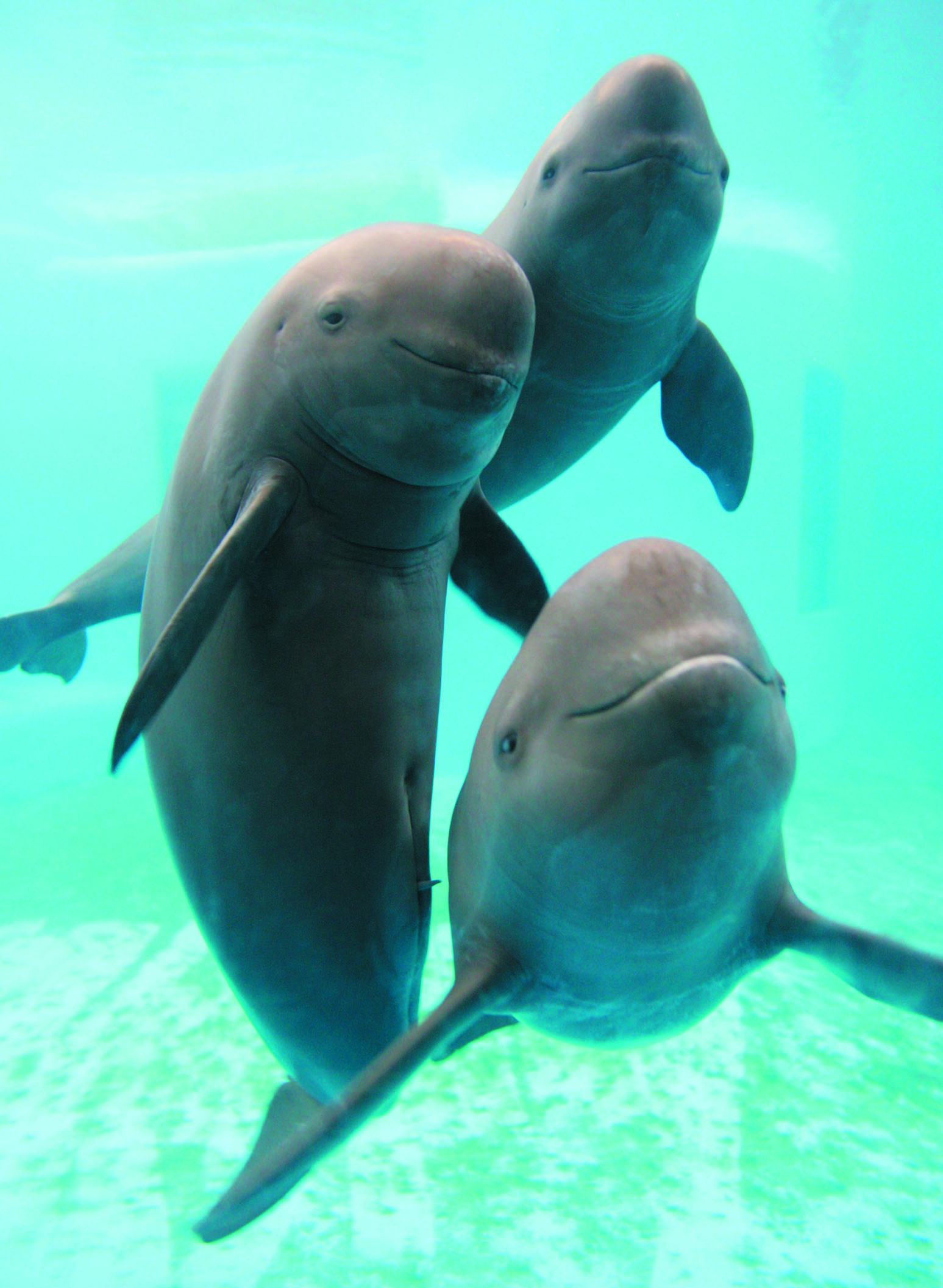
Marsouins aptères, Institut d'hydrobiologie de Wuhan, Chine

Comme son nom l'indique, le marsouin aptère est dépourvu d'aileron dorsal mais possède une petite crête sur le dos. Ce marsouin de taille moyenne est difficile à identifier et à apercevoir au moment où il fait brièvement surface et roule doucement dans l'eau pour remplir ses poumons d'air. Il se distingue des autres espèces de marsouin par son front protubérant comme celui des dauphins et son museau légèrement pointu.
La taille de ses petits varie de 50 à 70 centimètres. les adultes peuvent peser jusqu'à 72 kg : les mâles peuvent atteindre 1,90 m pour un poids de 40 à 50 kg ; les femelles sont plus petites .
Sa peau est de couleur gris clair, sa tête est ronde et il a un petit bec. Sur le haut de son corps il possède de petits tubercules et sa nageoire caudale possède une encoche au milieu.
Sa dentition comporte une trentaine de dents comprimées et aplaties à l'extrémité.
Le marsouin aptère a un aspect physique que l'on peut comparer à un béluga.
Son espérance de vie est d'environ 33 ans.

## Alimentation
Il se nourrit seul ou en petits groupes composés de 3 à 5 individus, occasionnellement 10 ou plus.
Il a un régime alimentaire piscivore, il se nourrit exclusivement de petits poissons, céphalopodes, crustacés et mollusques au fond de l'eau qu'il détecte par écholocation lors de courtes apnées en eaux peu profondes.
Il migre parfois pour de courts voyages saisonniers à la suite de ses proies.

## Reproduction
Le mâle marsouin aptère atteint la maturité sexuelle entre 4 et 6 ans ; la femelle entre 6 et 9 ans. La gestation dure 11 mois. Le sevrage du petit survient vers 7 mois.

## Répartition et habitat

Aire de répartition du marsouin aptère

Il vit près des côtes, dans l'océan Indien et le Pacifique ouest où il fréquente les estuaires et remonte les fleuves (Indus, Brahmapoutre, Yangtze...). On trouve quelques spécimens de marsouins aptères dans le fleuve Yang-Tsé-Kiang (Chang Jiang en chinois) où sa population est réduite à cause de l'activité humaine aux abords du fleuve. Le dauphin de Chine, lui, a peut être disparu complètement. La dernière expédition de recherche internationale de 2006 n'a pas trouvé ne serait-ce qu'un seul individu.
Neophocaena phocaenoides phocaenoides (G. Cuvier, 1829) est localisé dans les eaux côtières, voire les embouchures des fleuves, de l'océan Indien, et de la mer de Chine méridionale, du golfe Persique jusqu'au détroit de Formose. C'est, parmi tous les marsouins, le groupe qui fréquente les eaux les plus tropicales, et ce, sur la plus grande distance,.
Neophocaena phocaenoides sunameri Pilleri and Gihr, 1975, fréquente les eaux côtières et les embouchures de la mer de Chine orientale, de Taïwan jusqu'à la Corée et au Japon. Il présente des homologies biométriques et génétiques avec la sous-espèce asiaeorientalis, qui pourraient inciter à le regrouper avec cette dernière sous-espèce en une espèce séparée,,.
Neophocaena phocaenoides asiaeorientalis (Pilleri and Gihr, 1972) n'a été localisé que dans les cours moyen et inférieur du Yang Tsé, soit sur 1 600 km à partir de l’estuaire, ainsi que les lacs Poyang et Dongting et leurs affluents. Il semble que cette sous-espèce soit uniquement dulcicole. Les comptages, très difficiles, semblent indiquer une diminution rapide des effectifs, en raison de la pollution des eaux,,,.

De plus, sur la base de la modélisation de protéines par homologie et des caractéristiques de leur protéine ACE2, il n'est pas exclu que cette espèce puisse être infectée par le coronavirus responsable de la pandémie de Covid-19 (voire qu'elle soit l'espèce intermédiaire dans laquelle le virus aurai pu émerger, comme l'humain, les bovidés ou les rongeurs du groupe des cricétidés), selon trois chercheurs de l'université de Shandong (Luan et al. ; 1er avril 2020) qui suggèrent en 2020 de rechercher s'il est infecté par le SARS-CoV-2 (ou par un coronavirus apparenté).

## Population et menaces
Le marsouin aptère est sur la  Liste rouge des espèces en danger critique d’extinction. La population de marsouin aptère a diminué avec 1 012 individus vivant encore à l’état sauvage en 2017. La Chine a enregistré depuis le début de l'année 2022 au moins 16 décès de marsouins aptères, une espèce très menacée qui pourrait bientôt s'éteindre dans son habitat du fleuve Yangtsé, a rapporté la presse officielle. Ce cétacé d'eau douce, qui comme son nom l'indique est dépourvu d'aileron dorsal, vit en Chine seulement dans le Yangtsé et dans deux lacs reliés à ce grand fleuve, mais ne sont pas épargnés par les pollution. Nous sommes actuellement dans une période d’extinction massive des espèces causée par l’activité humaine. La disparition rapide du marsouin aptère du Yangtsé est un exemple de cette 6ᵉ crise biologique, où la pollution, la surpêche et l’urbanisation détruisent la biodiversité.

## Taxonomie
Le genre Neophocaena Phocaenoides ou marsouin aptère ne comprenait autrefois qu’une espèce reconnue, le marsouin aptère N. phocaenoides . Il a récemment été divisé en deux catégories: Le marsouin aptère N. phocaenoides et le marsouin aptère narrow-ridged N. asiaeorientalis de l’Inde et du Pacifique , autrefois considérées comme les sous-espèces de N. phocaenoides asiaeorientalis dans la liste rouge de l’UICN1 (Wang et al. 2008, Comité sur la Taxonomie 2009, Perrin 2009, Jefferson et Wang 2011). Les deux espèces sont morphologiquement distinctes, isolées sur le plan de la reproduction comme le montrent les évidences génétiques et partiellement sympatriques dans le Pacifique occidental. La différence morphologique externe est suffisamment prononcée pour être évidente au niveau des animaux observés en mer dans leur milieu naturel (Wang et al. 2010). Les deux espèces diffèrent par leurs caractéristiques crâniennes ainsi que par leur morphologie externe.